# Галагаз мінливий
Галагаз мінливий (Tadorna variegata) — вид водних птахів родини качкових (Anatidae). Ендемік Нової Зеландії.

## Опис
Довжина тіла 65–70 см, маса тіла понад 2 кг. Самець темний, з білою смугою на крилі. Самиця трохи світліша і має білу голову.

## Спосіб життя
Населяє узбережжя озер, річок, струмків та інших водойм. Гніздо розміщує у дуплі на дереві на висоті до 10 м над землею. Самиця відкладає 5-15 яєць кремового кольору, які висиджує 30-35 днів. Під час інкубації самець охороняє гніздо. Ці птахи дуже територіальні і, захищаючи свої яйця і гнізда, можуть напасти навіть на лебедя.